# Filmfare Award de la meilleure réalisation

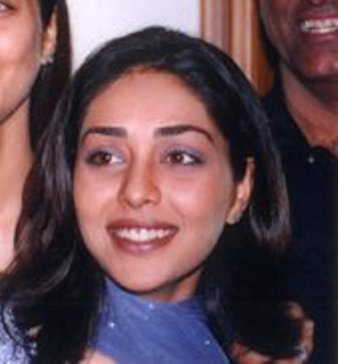
La réalisatrice de Bollywood Meghna Gulzar

Le Filmfare Award de la meilleure réalisation (Filmfare Award for Best Director) est une récompense remise à la meilleure réalisation indienne de l'année par le magazine Filmfare, lors de la cérémonie annuelle des Filmfare Awards, depuis 1954.
Le premier lauréat fut Bimal Roy pour son film Deux Hectares de terre.

## Liste des lauréats et des nommés
Les lauréats apparaissent en gras.

### Années 1950
- 1954 : Bimal Roy – Deux Hectares de terre

- 1955 : Bimal Roy – Parineeta

- 1956 : Bimal Roy – Biraj Bahu
  - Satyen Bose – Jagriti
  - Sohrab Modi – Kundan

- 1957 : V. Shantaram – Jhanak Jhanak Payal Baaje

- 1958 : Mehboob Khan – Mother India

- 1959 : Bimal Roy – Madhumati
  - B. R. Chopra – Sadhna
  - Mahesh Kaul – Talaaq

### Années 1960
- 1960 : Bimal Roy – Sujata
  - L. V. Prasad – Chhoti Bahen
  - V. Shantaram – Navrang

- 1961 : Bimal Roy – Parakh
  - K. Asif – Mughal-e-Azam
  - Kishore Sahu – Dil Apna Aur Preet Parai

- 1962 : B. R. Chopra – Kanoon
  - Nitin Bose – Gunga Jumna
  - Radhu Karmakar – Jis Desh Men Ganga Behti Hai

- 1963 : Abrar Alvi – Sahib Bibi Aur Ghulam
  - Biren Nag – Bees Saal Baad
  - Mehboob Khan – Son of India

- 1964 : Bimal Roy – Bandini
  - B. R. Chopra – Gumrah
  - C. V. Sridhar – Dil Ek Mandir

- 1965 : Raj Kapoor – Sangam
  - Khwaja Ahmad Abbas – Shehar Aur Sapna
  - Satyen BoseSatyen Bose – Dosti

- 1966 : Yash Chopra – Waqt
  - Chetan Anand – Haqeeqat
  - Ramanand Sagar – Arzoo

- 1967 : Vijay Anand – Guide
  - Asit Sen – Mamta
  - Hrishikesh Mukherjee – Anupama

- 1968 : Manoj Kumar – Upkar
  - A. Bhimsingh – Mehrbaan
  - A. Subba Rao – Milan

- 1969 : Ramanand Sagar – Ankhen
  - Bhappi Soni – Brahmachari
  - Ram Maheshwari – Neel Kamal

### Années 1970
- 1970 : Yash Chopra – Ittefaq
  - L. V. Prasad – Jeene Ki Raah
  - Shakti Samanta – Aradhana

- 1971 : Asit Sen – Safar
  - Raj Khosla – Do Raaste
  - Sohanlal Kanwar – Pehchaan

- 1972 : Raj Kapoor – Mera Naam Joker
  - Hrishikesh Mukherjee – Anand
  - Shakti Samanta – Kati Patang

- 1973 : Sohanlal Kanwar – Be-Imaan
  - Kamal Amrohi – Pakeezah
  - Manoj Kumar – Shor

- 1974 : Yash Chopra – Daag
  - Gulzar – Achanak
  - Gulzar – Koshish
  - Raj Kapoor – Bobby
  - Rajendra Bhatia – Aaj Ki Taaza Khabar

- 1975 : Manoj Kumar – Roti Kapada Aur Makaan
  - Anil Ganguly – Kora Kagaz
  - Basu Bhattacharya – Avishkaar
  - M. S. Sathyu – Garm Hava
  - Shyam Benegal – Ankur

- 1976 : Yash Chopra – Deewar
  - Gulzar – Aandhi
  - Ramesh Sippy – Sholay
  - Shakti Samanta – Amanush
  - Sohanlal Kanwar – Sanyasi

- 1977 : Gulzar – Mausam
  - Basu Chatterjee – Chhoti Si Baat
  - Basu Chatterjee – Chitchor
  - Rajkumar Kohli – Nagin
  - Yash Chopra – Kabhi Kabhie

- 1978 Basu Chatterjee – Swami
  - Asrani – Chala Murari Hero Banne
  - Bhimsain – Gharaonda
  - Gulzar – Kinara
  - Manmohan Desai – Amar Akbar Anthony

- 1979 : Satyajit Ray – Les Joueurs d'échecs (Shatranj Ke Khilari)
  - Prakash Mehra – Muqaddar Ka Sikandar
  - Raj Khosla – Main Tulsi Tere Aangan Ki
  - Raj Kapoor – Satyam Shivam Sundaram
  - Yash Chopra – Trishul

### Années 1980
- 1980 : Shyam Benegal – Junoon
  - Hrishikesh Mukherjee – Jurmana
  - Hrishikesh Mukherjee – Gol Maal
  - Manmohan Krishna – Noorie
  - Yash Chopra – Kaala Patthar

- 1981 : Govind Nihalani – Aakrosh
  - B. R. Chopra – Insaaf Ka Tarazu
  - Esmayeel Shroff – Thodisi Bewafaii
  - Hrishikesh Mukherjee – Khubsoorat
  - J. Om Prakash – Aasha
- 1982 : Muzaffar Ali – Umrao Jaan
  - Kailasam Balachander – Ek Duuje Ke Liye
  - Rabindra Dharamraj – Chakra
  - Ramesh Talwar – Baseraa
  - Sai Paranjpye – Chashme Buddoor
  - Shyam Benegal – Kalyug

- 1983 : Raj Kapoor – Prem Rog
  - B. R. Chopra – Nikaah
  - Ramesh Sippy – Shakti
  - Sagar Sarhadi – Bazaar
  - Subhash Ghai – Vidhaata

- 1984 : Govind Nihalani – Ardh Satya
  - Mahesh Bhatt – Arth
  - Mohan Kumar – Avtaar
  - Rahul Rawail – Betaab
  - Shekhar Kapur – Masoom

- 1985 : Sai Paranjpye – Sparsh
  - Kundan Shah – Jaane Bhi Do Yaaro
  - Mahesh Bhatt – Saaransh
  - Prakash Mehra – Sharaabi
  - Ravi Chopra – Aaj Ki Awaaz

- 1986 : Raj Kapoor – Ram Teri Ganga Maili
  - Mahesh Bhatt – Janam
  - Rahul Rawail – Arjun
  - Ramesh Sippy – Saagar

- 1987 - Pas d'attribution

- 1988 - Pas d'attribution

- 1989 : Mansoor Khan – Qayamat Se Qayamat Tak
  - N. Chandra – Tezaab
  - Rakesh Roshan – Khoon Bhari Maang

### Années 1990
- 1990 : Vidhu Vinod Chopra – Parinda
  - Mira Nair – Salaam Bombay !
  - Sooraj Barjatya – Maine Pyar Kiya
  - Subhash Ghai – Ram Lakhan
  - Yash Chopra – Chandni

- 1991 : Rajkumar Santoshi – Ghayal
  - Mahesh Bhatt – Aashiqui
  - Mukul S. Anand – Agneepath
  - Ravi Raja – Pratibandh

- 1992 : Subhash Ghai – Saudagar
  - Yash Chopra – Lamhe
  - Lawrence D'Souza – Saajan
  - Mahesh Bhatt – Dil Hai Ke Manta Nahin
  - Randhir Kapoor – Henna

- 1993 : Mukul S. Anand – Khuda Gawah
  - Indra Kumar – Beta
  - Mansoor Khan – Jo Jeeta Wohi Sikandar

- 1994 : Rajkumar Santoshi – Damini
  - David Dhawan – Aankhen
  - Mahesh Bhatt – Hum Hain Rahi Pyar Ke
  - Subhash Ghai – Khalnayak
  - Yash Chopra – Darr

- 1995 : Sooraj Barjatya – Hum Aapke Hain Koun..!
  - Mehul Kumar – Krantiveer
  - Rajiv Rai – Mohra
  - Rajkumar Santoshi – Andaz Apna Apna
  - Vidhu Vinod Chopra – 1942: A Love Story

- 1996 : Aditya Chopra – Dilwale Dulhania Le Jayenge
  - Indra Kumar – Raja
  - Mansoor Khan – Akele Hum Akele Tum
  - Rakesh Roshan – Karan Arjun
  - Ram Gopal Varma – Rangeela

- 1997 : Shekhar Kapur – Bandit Queen
  - Dharmesh Darshan – Raja Hindustani
  - Gulzar – Maachis
  - Parto Ghosh – Agni Sakshi
  - Rajkumar Santoshi – Ghatak

- 1998 : J. P. Dutta – Border
  - Priyadarshan – Virasat
  - Rajiv Rai – Gupt
  - Subhash Ghai – Pardes
  - Yash Chopra – Dil To Pagal Hai

- 1999 : Karan Johar – Kuch Kuch Hota Hai
  - Abbas Alibhai Burmawalla and Mustan Alibhai Burmawalla – Soldier
  - Ram Gopal Varma – Satya
  - Sohail Khan – Pyaar Kiya To Darna Kya
  - Vikram Bhatt – Ghulam

### Années 2000
- 2000 : Sanjay Leela Bhansali – Hum Dil De Chuke Sanam
  - David Dhawan – Biwi No. 1
  - John Matthew Matthan – Sarfarosh
  - Mahesh Manjrekar – Vaastav
  - Subhash Ghai – Taal

- 2001 : Rakesh Roshan – Kaho Naa... Pyaar Hai
  - Aditya Chopra – Mohabbatein
  - Dharmesh Darshan – Dhadkan
  - Mansoor Khan – Josh
  - Vidhu Vinod Chopra – Mission Kashmir

- 2002 : Ashutosh Gowariker – Lagaan
  - Anil Sharma – Gadar: Ek Prem Katha
  - Farhan Akhtar – Dil Chahta Hai
  - Karan Johar – Kabhi Khushi Kabhie Gham
  - Santosh Sivan – Asoka

- 2003 Sanjay Leela Bhansali – Devdas
  - Abbas Alibhai Burmawalla and Mustan Alibhai Burmawalla – Humraaz
  - Ram Gopal Varma – Company
  - Sanjay Gupta – Kaante
  - Vikram Bhatt – Raaz

- 2004 Rakesh Roshan – Koi... Mil Gaya
  - J. P. Dutta – LOC Kargil
  - Nikhil Advani – Kal Ho Naa Ho
  - Rajkumar Hirani – Munna Bhai M.B.B.S.
  - Ram Gopal Varma – Bhoot
  - Satish Kaushik – Tere Naam

- 2005 : Kunal Kohli – Hum Tum
  - Ashutosh Gowariker – Swades
  - Farah Khan – Main Hoon Na
  - Farhan Akhtar – Lakshya
  - Rajkumar Santoshi – Khakee
  - Yash Chopra – Veer-Zaara

- 2006 : Sanjay Leela Bhansali – Black
  - Madhur Bhandarkar – Page 3
  - Nagesh Kukunoor – Iqbal
  - Pradeep Sarkar – Parineeta
  - Ram Gopal Varma – Sarkar

- 2007 : Rakeysh Omprakash Mehra – Rang De Basanti
  - Karan Johar – Kabhi Alvida Naa Kehna
  - Rakesh Roshan – Krrish
  - Rajkumar Hirani – Lage Raho Munna Bhai
  - Sanjay Gadhvi – Dhoom 2
  - Vishal Bhardwaj – Omkara

- 2008 : Aamir Khan – Taare Zameen Par
  - Anurag Basu – Life in a... Metro
  - Farah Khan – Om Shanti Om
  - Imtiaz Ali – Jab We Met
  - Mani Ratnam – Guru
  - Shimit Amin – Chak De! India

- 2009 : Ashutosh Gowariker – Jodhaa Akbar
  - A. R. Murugadoss – Ghajini
  - Abhishek Kapoor – Rock On!!
  - Aditya Chopra – Rab Ne Bana Di Jodi
  - Madhur Bhandarkar – Fashion
  - Neeraj Pandey – A Wednesday!

### Années 2010
- 2010 : Rajkumar Hirani pour 3 Idiots
  - Anurag Kashyap pour Dev.D
  - Ayan Mukerji pour Wake Up Sid
  - Imtiaz Ali pour Love Aaj Kal
  - R. Balki pour Paa
  - Vishal Bhardwaj pour Kaminey

- 2011 : Karan Johar pour My Name Is Khan
  - Abhinav Kashyap pour Dabangg
  - Manish Sharma pour Band Baaja Baaraat
  - Sanjay Leela Bhansali pour Guzaarish
  - Vikramaditya Motwane pour Udaan

- 2012 : Zoya Akhtar pour Zindagi Na Milegi Dobara
  - Abhinay Deo pour Delhi Belly
  - Farhan Akhtar pour Don 2
  - Imtiaz Ali pour Rockstar
  - Milan Luthria pour The Dirty Picture
  - Raj Kumar Gupta pour No One Killed Jessica

- 2013 : Sujoy Ghosh pour Kahaani
  - Anurag Basu pour Barfi!
  - Anurag Kashyap pour Gangs of Wasseypur
  - Gauri Shinde pour English Vinglish
  - Shoojit Sircar pour Vicky Donor

- 2014 : Rakeysh Omprakash Mehra pour Bhaag Milkha Bhaag
  - Aanand L. Rai pour Raanjhanaa
  - Abhishek Kapoor pour Kai Po Che!
  - Ayan Mukerji pour Yeh Jawaani Hai Deewani
  - Sanjay Leela Bhansali pour Ram-Leela
  - Rohit Shetty pour Chennai Express

- 2015 : Vikas Bahl pour Queen
  - Abhishek Varman pour 2 States
  - Anurag Kashyap pour Ugly
  - Rajkumar Hirani pour PK
  - Vishal Bhardwaj pour Haider

- 2016 : Sanjay Leela Bhansali pour Bajirao Mastani
  - Kabir Khan pour Bajrangi Bhaijaan
  - Aanand L. Rai pour Tanu Weds Manu Returns
  - Meghna Gulzar pour Talvar
  - Shoojit Sircar pour Piku
  - Sriram Raghavan pour Badlapur

- 2017 : Nitesh Tiwari pour Dangal
  - Abhishek Chaubey pour Udta Punjab
  - Ali Abbas Zafar pour Sultan
  - Karan Johar pour Ae Dil Hai Mushkil
  - Ram Madhvani pour Neerja
  - Shakun Batra pour Kapoor & Sons

- 2018 : Ashwiny Iyer Tiwari pour Bareilly Ki Barfi
  - Advait Chandan pour Secret Superstar
  - Saket Chaudhary pour Hindi Medium
  - Shashank Khaitan pour Badrinath Ki Dulhania
  - Shree Narayan Singh pour Toilet: Ek Prem Katha

- 2019 : Meghna Gulzar pour Raazi
  - Amar Kaushik pour Stree (en)
  - Amit Sharma pour Badhaai Ho
  - Rajkumar Hirani pour Sanju
  - Sanjay Leela Bhansali pour Padmaavat
  - Sriram Raghavan pour Andhadhun

### Années 2020
- 2020 : Zoya Akhtar pour Gully Boy
  - Aditya Dhar pour Uri: The Surgical Strike
  - Jagan Shakti pour Mission Mangal
  - Nitesh Tiwari pour Chhichhore
  - Siddharth Anand pour War

## Articles